# 패트릭 킬패트릭
패트릭 킬패트릭(Patrick Kilpatrick, 1949년 8월 20일 ~)은 미국의 배우, 각본가, 영화 제작자이다.

## 출연 작품
- 블랙 워터(2018년)
- 캅스 앤 로버스(2017년)
- 폭력의 근원(2017년)
- 젯 셋(2013년)
- 덴 더 나이트 컴스(2013년) - 보안관 하그젠 역
- 차베즈 케이지 오브 글로리(2013년) - 존 역
- 액티브 슈터(2013년)
- Vi(2012년) - 러셀 역
- 노 웨이 아웃(2012년)
- 그들만의 섹스매치 (2012, Wedding Day)
- 네버 서렌더(2009년)
- 더 컨페셔널(2009년)
- 파라솜니아(2008년)
- 올레디 데드(2007년)
- 체이싱 고스트(2005년)
- 마이너리티 리포트(2002년) - 제프 노트 역
- 백색지대 4(2001년)
- 럭 오브 드로(2000년)
- 리플레이스먼트 킬러(1998년)
- 프리 윌리 3(1997년) - 존 웨슬리 역
- 라스트 맨 스탠딩(1996년)
- 분노의 영웅 2(1996년)
- 이레이저(1996년)
- 닌자 키드 3(1995년)
- 스캐너 캅 2(1995년)
- 비스트마스타 3(1995년)
- 쇼킹 묵시록(1995년)
- 언더 시즈 2(1995년)
- 오픈 화이어(1994년)
- 그레이하운드(1994년)
- 마지막 영웅(1994년)
- 엔젤 4(1994년)
- 미래의 묵시록(1994년)
- 베스트 오브 더 베스트 2(1993년)
- 닥터 퀸(1993년)
- 셀라의 역습(1990년)
- 지옥의 반담(1990년)
- 프리시디오(1988년)
- 머나먼 정글(1987년)
- 톡식 어벤저(1985년)
- 사랑의 상대성(1985년)
- 레모(1985년)

### 텔레비전
- 다크 엔젤 (2001)

## 역대 선거 결과
| 선거명        | 직책명            | 대수 | 정당   | 득표율 | 득표수   | 결과 | 당락 |
| ------------- | ----------------- | ---- | ------ | ------ | -------- | ---- | ---- |
| 2021년 재선거 | 캘리포니아 주지사 | -대  | 민주당 | 1.18%  | 86,617표 | 11위 | 낙선 |